# Eduard Vilde
Eduard Vilde (Pudivere, 4 marzo 1865 – Tallinn, 26 dicembre 1933) è stato uno scrittore e giornalista estone.

## Biografia
Ritirato a 17 anni dalla scuola, inizia a viaggiare come giornalista, mestiere che eserciterà sino al 1919. Molti i suoi viaggi: Da Riga arriva a Berlino, poi va a Parigi e a Mosca, tornando nel proprio paese solo nel 1917. Fu esponente della corrente letteraria denominata realismo critico.

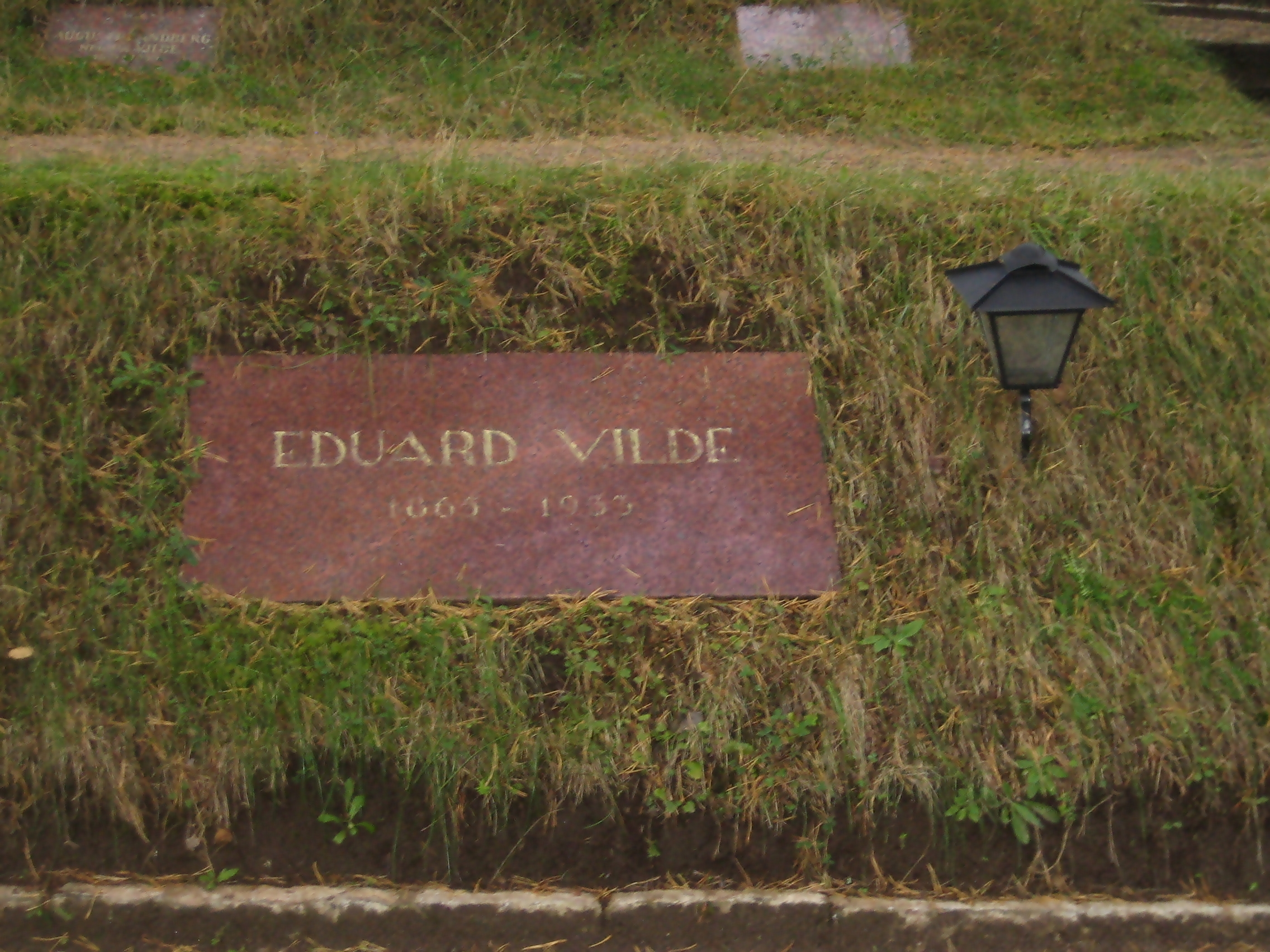

## Opere
- Külmale maale (1896)
- Ravdses Kaid (1898)
- Mahtra soda (1902)
- Kui Anija mehed Tallinnas kaised (1903)
- Prohvet Maltsvet (1905-1908)
- Lunastus (1909)
- Pisuhänd (1913), opera teatrale
- Mäeküla piimamees (1916)